# Região Geográfica Imediata de Porto Calvo-São Luís do Quitunde
A Região Geográfica Imediata de Porto Calvo-São Luís do Quitunde é uma das 11 regiões geográficas imediatas do estado brasileiro de Alagoas e uma das 509 regiões imediatas do Brasil, criadas pelo Instituto Brasileiro de Geografia e Estatística (IBGE) em 2017.